# درخت لوتوس

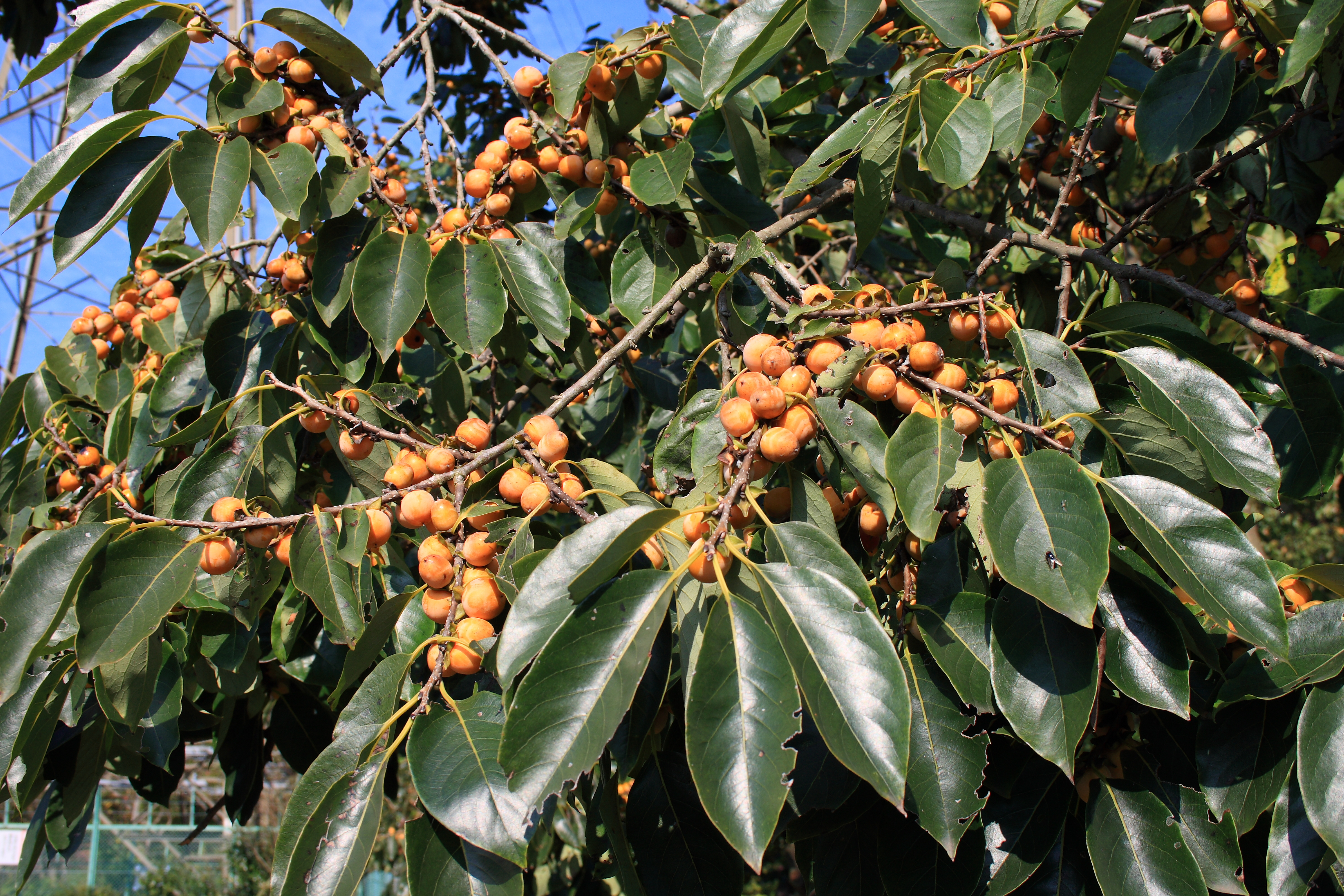
عکسی از یک درخت لوتوس

درخت لوتوس (به انگلیسی: Lotus tree) گیاه یا درختی افسانه‌ای است که در اساطیر یونان و نیز در کتاب ایوب از آن نام برده شده است. این درخت که می‌تواند خرماندو، سدر یا عناب باشد زیست گاهش در سواحل شمالی آفریقا بوده و طبق افسانه‌های کتاب ایوب، جانوری بنام بهیموث در میان درختان زندگی می‌کرده است.
در ادیسه هومر هم از اودسئوس نام برده که در میان جنگل این درختان مانده بود و با خوردن میوه آن، همانند لوتوفاگ‌ها، خانه و زندگی قبلی خود را فراموش کرده بود.